# Siądź z nami, Miszka
Siądź z nami, Miszka (org. Садись рядом, Мишка!) – radziecki film wojenny dla dzieci i młodzieży z 1976 roku w reż. Jakowa Bazeliana. Adaptacja powieści Jurija Germana pt. Wot kak eto było. Film był emitowany w kinach polskich w drugiej połowie lat 70. XX w.

## Opis fabuły
Beztroskie dzieciństwo tytułowego Miszki przerywa brutalnie wybuch wojny. W oblężonym Leningradzie, gdy rodzice pełnią kilkudniowe dyżury z dala od domu, trójka przyjaciół – Miszka, Gienka i Lenoczka – musi sobie radzić własnymi siłami. Wędrują po szpitalach i rozweselają rannych żołnierzy swoimi nieporadnymi lecz pełnymi dziecięcej radości występami, otrzymując za to jedzenie. Ale w końcu nie można już poruszać się po zbombardowanych i zaśnieżonych ulicach. Chłopiec staje wobec problemu odpowiedzialności za siebie samego i swoich przyjaciół, sprawiedliwie dzieli skąpe racje żywnościowe, sprowadza pomoc, gdy ci bliscy są śmierci głodowej. Jest rozsądny i opanowany. Ma tylko siedem lat, jednak zarówno on jak i jego mali przyjaciele potrafią sprostać wyzwaniom bezwzględnej wojny, pokazując się jako przedwcześnie dojrzali i odpowiedzialni ludzie. Zwieńczeniem ich trudu jest koniec wojny, powrót rodziców do domu i uroczyste obchody zwycięstwa nad najeźdźcą.

W tym wojennym utworze nie ma scen z frontu, drastycznych obrazów śmierci, ani razu na ekranie nie pojawia się hitlerowski żołnierz. Ale wojna śledzona oczami dziecka ma zupełnie inny charakter niż z punktu widzenia dorosłych. Przeraża nie tyle samo zagrożenie, ile dziecięca nieświadomość tego zagrożenia, szokuje zestawienie nienawiści, ufności i wiary w dorosłych z okrucieństwem losu, który dorosłych i nieletnich traktuje na równi. 

## Obsada aktorska
- Żenia Czerincyn – Miszka
- Gosza Noskow – Gienka
- Oksana Boczkowa – Lenoczka
- Stasik Sieliwanow – Boria
- Boris Morozow – ojciec Miszy
- Natalia Ryczagowa – matka Miszy
- Andriej Miagkow – ojciec Lenoczki
- Anastasija Wozniesienska – mama Lenoczki
- Aleksandr Michajłuszkin – milicjant Iwan Fiodorowicz
- Walerij Ryżakow – pilot Aleksiej Pawłowicz
- Radner Muratow – dozorca Mustafa Iwanowicz
- Wiktor Barkow – lekarz w szpitalu
- Marija Winogradowa – pielęgniarka Nastia
- Larisa Jeromina – żona pilota Aleksieja
- Siergiej Dworecki – ranny w szpitalu recytujący wiersze

i inni.